# بارهم (كامبريدجشير)
بارهم (بالإنجليزية: Babraham)‏ هي قرية و أبرشية مدنية تقع في المملكة المتحدة في إنجلترا. يقدر عدد سكانها بـ 276 نسمة .